# Kelet-indiai Társaságok
Kelet-indiai Társaságok

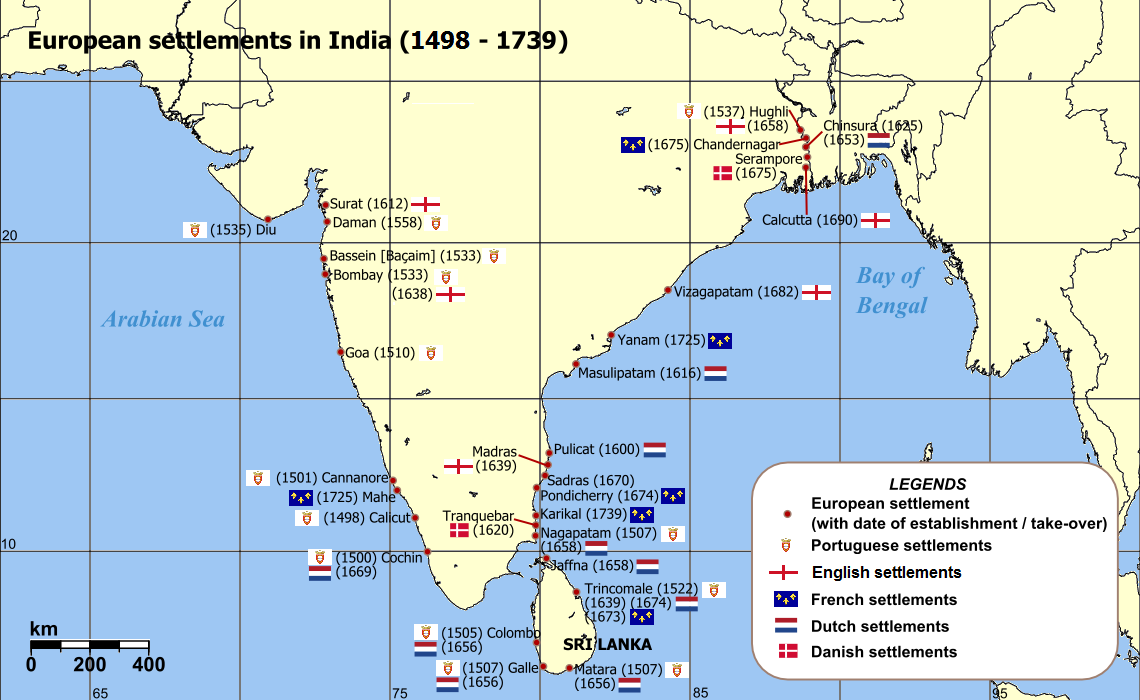
Európai kereskedelmi társaságok által alapított városok Indiában

A 15. században az Afrikát megkerülő, Indiába (a 15-16. században India alatt a mai Ázsiát értették) vezető hajóút felfedezésével megindulhatott a hajós kereskedelem. Addig a kereskedelmi utak az Oszmán Birodalmon keresztül vezettek, és a kereskedőkre az arabok által kirótt adók miatt nem volt annyira gazdaságos, hogy szervezett társaságok foglalkozzanak a kereskedelemmel.

## Megindul a kereskedelem
Miután megbizonyosodtak róla, hogy a hajós kereskedelem teljesen lehetséges, megindult a kereskedelem. A kereskedelem szervezetlen volt, így nem sok eredményre jutott. A kereskedők egyedül vágtak neki nagy útnak, vagy viharok, vagy egymás áldozatai lettek. Anglia hamar felismerte az Indiában rejlő lehetőségeket, s meg is alapították az Angol Kelet-Indiai Társaságot.

## Az első Kelet-indiai társaság – az angolok

1801 után használt zászló. Sarkában Nagy-Britannia és Irország Egyesült Királyság zászlaja, a „Union Flag” szerepelt.

1600-ban alapították Londonban. A neve Angol Kelet-indiai társaság, később Brit Kelet-indiai Társaság. A Társaság kb. 30 000 Font sterling alaptőkével indult, mindazonáltal a korai években az egyes utazásokra (Separate Voyages) külön gyűjtötték a befektetéseket, a Társaságnak nem volt még állandó alaptőkéje. 20 tagú igazgatótanácsból állt az élén, és saját kormányzóval rendelkezett. I. Erzsébet kereskedelmi monopóliumot biztosított számukra. Ez a társaság volt az első mai értelemben vett részvénytársaság. A 19. század elején a Brit Társaság a teakereskedelmet a Kínába szállított illegális ópiumszállítmányok eladásából finanszírozta. A kínaiak ellenállása az 1839-42-ig tartó ópiumháborúba torkollott, mely a kínaiak legyőzését és a brit kereskedelmi előjogok kiterjesztését eredményezte.
A Társaság 1708-ban egyesítette a rivális társaságokat, ezzel megszilárdítva monopolhelyzetét. Az Egyesült Társaságot ezután 24 igazgató vezette, felügyelő bizottságon keresztül kormányozva azt. Közvetlenül a Parlamentnek tartozott beszámolási kötelezettséggel, a kereskedelem mellett ellátva a gyarmatok kormányzati és politikai feladatait is. Ekkorra a Társaság eredeti mottója is megváltozott: 'Auspicio Regis et Senatus Angliae', azaz 'Anglia Királya és Parlamentje rendelésére'.
A Brit Kelet-indiai Társaságról bővebben a Brit Kelet-indiai Társaság nevű szócikkben olvashat

## Egyéb országok Kelet-indiai Társaságai
A Brit Kelet-indiai Társaság sikerén felbuzdulva Európa más államai is elkezdték megalapítani saját Kelet-indiai Társaságukat. A második ilyen jellegű társaság a Holland Kelet-indiai Társaság volt. Hollandiát követve a legtöbb európai ország csatlakozott a kereskedelmi társasággal rendelkező országok sorába.

### Holland Kelet-indiai Társaság
Másik neve Németalföldi Kelet-indiai Társaság. 1602-ben alapították, és viszonylag hamar nagy méretű Holland gyarmatbirodalmat épített ki Ázsiában (akkor India). 1619-ben alapította Batavia (Jakarta) városát Pieterszoon Coen, a társaság akkori vezetője. A 17. század első felében csaknem monopolizálta a keleti fűszerkereskedelmet, 1638-58-ban Ceylont (Srí Lanka), 1641-ben a malajziai Malakka várost ragadta el a portugáloktól, Indiában azonban kénytelen volt meghátrálni az angolok előtt. A gyarmatárukból származó óriási haszon Hollandiát a 17. században „Európa bankárjává” tette. A nemzetközi pénzforgalom központjává Amszterdam vált. A Holland Társaság igen eredményesnek bizonyult, remek mérlegeket mutatott be urainak – innen erednek a mai könyvvitel és beszámolókészítés alapjai is – ám a 17. század vége felé azonban a hanyatlás jelei mutatkoztak és a hivatalnokok demoralizációjával együtt a deficit egyre növekedett. A 18. század végén már nem bírtak az angolokkal lépést tartani; a francia forradalmi háborúk kezdetén pedig az angolok sorra elfoglalták a Társaság gyarmatait. 1789-ben a hollandi népképviselet a Társaságot végképen megszüntette, gyarmatait maga az állam vette át, mely a Társaság adósságait is elvállalta.

### Francia Kelet-indiai Társaság
Franciaország is a gyarmatosítás lázában 1608-ban megalapította az első Francia Kelet-indiai Társaságot. Több társaság is létrejött, a legjelentősebbet Colbert alapította 1664-ben. A francia Társaság Pondichéryben (mai nevén:Puduccseri) és Szúratban, Ceylon szigetén és Tonkingban is alapított gyarmatokat. 1719-ben összeolvadt a John Law által alapított Compagnie des Indes Társasággal, mely Jean-François Dupleix és La Bourdonnais alatt nagy virágzásnak indult. Az indiai területekért folyó versengés az európai hatalmak között a 18. században folyamatos konfliktusok és háborúk forrása volt. A társaságok megpróbálták egymást kiszorítani keletről. 1760-ra a francia társaságot sikerült is teljesen kiszorítaniuk a színről, miután 1757-ben Dupleix, a Francia Kelet-indiai Társaság főkormányzója gyarmatbirodalmat próbált kiépíteni Indiában, ahol az európaiaknak eddig csak kereskedelmi telepeik voltak. Ez azonban az angolok ellenállásába ütközött. A Társaság a hanyatlás útjára lépett, az angolok háttérbe szorították. 1769-ben elvették monopóliumjogát, és 1770-ben feloszlott. 1783-ban a Kínai Társaság alakult meg helyette, de az már 1790-ben megszűnt.

### Dán Kelet-indiai Társaság
A Dán Kelet-indiai Társaságot IV. Keresztély kiváltságos levele alapján 1612-ben alapították. Hatásköre Tranquebar vidékére szorítkozott. 1732-ben Ázsiai Társaság néven újjászervezték. 1807-ben szűnt meg.

### Svéd Kelet-indiai Társaság
A sikeres holland és angol társaságok példájára 1626-ban a svédek is megalapították az első Kelet-indiai Társaságukat, ám ezt 1731-ben újra kellett szervezni, mint második svéd Kelet-indiai Társaság, majd 1732-ben útra kelt az első vitorlás is Kínába. A Társaság székhelye Göteborgban volt. Működése nem volt túl hosszú, az angol verseny hamarosan kiszorította a piacról.

### Osztrák Kelet-indiai Társaság
A VI. Károly császár uralkodása alatt, 1719-ben Triesztben megalakított Osztrák Keleti Társaság földrajzilag előnytelen helyen, az Adriai-tengerre szorítkozva működött, központja távol esett a világkereskedelmi hajóútvonalaktól. Ezért Károly 1722-ben a Ausztriához tartozó Dél-Németalföldön, Oostendében megalapította az Osztrák Kelet-indiai Társaságot, más néven Oostende Társaságot (hollandul: Oostendse Compagnie). Alig egy évtizeddel később, 1731-ben a pragmatica sanctio elismertetéséért folyó diplomáciai háttértárgyalások során Károly szerződésben kötelezte magát az Anglia és Hollandia számára vetélytársat jelentő társaság felszámolására, ennek fejében a tengeri hatalmak elismerték a pragmatica sanctiót. Az Osztrák Kelet-Indiai Társaság ettől kezdve csak névlegesen élt tovább, néhány magánkereskedő működött a név égisze alatt. 1777–1781 között a holland Wilhelm Bolts kapitány, osztrák megbízásból Kelet-Afrikában, a Delagoa-öbölben próbálta megvetni a lábát, de vállalkozása kudarcba fulladt, a felhagyott osztrák gyarmat helyén a portugálok fejlesztették fel Lourenço Marques-t, a mai Maputót. A francia forradalom után Osztrák-Németalföld francia megszállás alá került, a társaság végképp megszűnt.
A Triesztben működő adriai társulatot II. József császár 1781-ben még felruházta új kiváltságokkal, de 1785-ben ez a társaság is csődbe ment.